# 蒂克索火山
15°29′5″S 72°22′43″W / 15.48472°S 72.37861°W

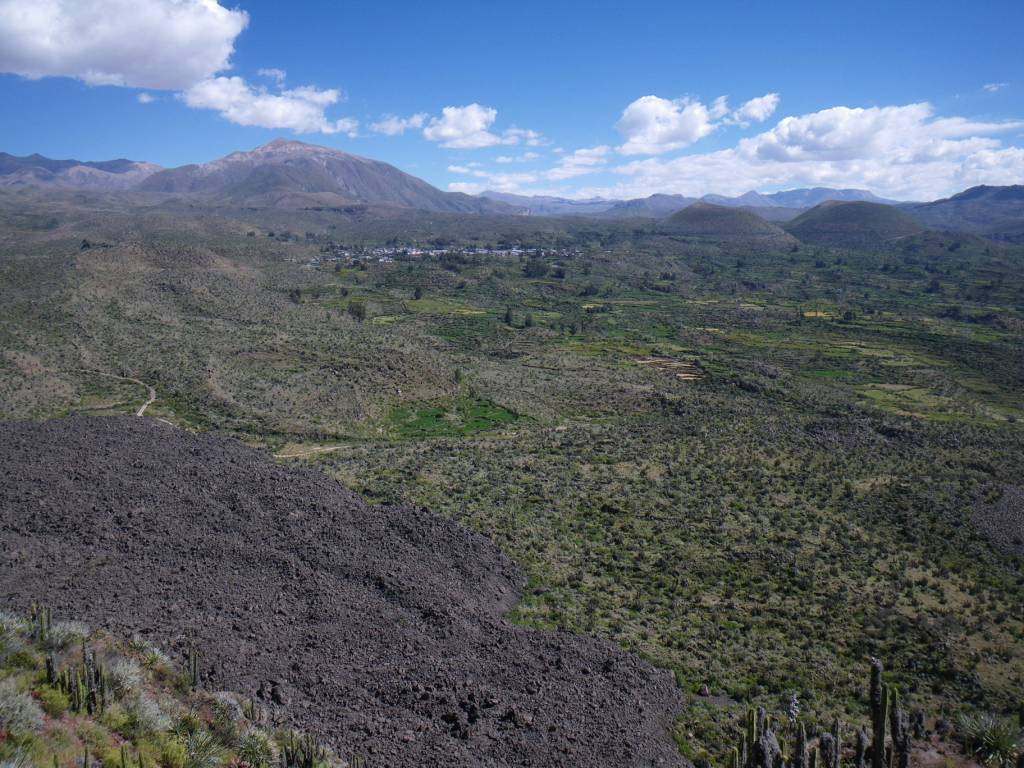

蒂克索火山（Ticsho），是秘魯的火山，位於該國南部阿雷基帕大區的卡斯蒂利亞省，處於普卡毛拉斯火山西南面和亞納毛拉斯火山以西，屬於安第斯山脈的一部分，海拔高度約3,860米。